# Дударев, Илья Фёдорович
Илья́ Фёдорович Ду́дарев (1901—1966) — советский военачальник, генерал-майор (27 ноября 1942).

## Биография
Родился 3 августа 1901 года в деревне Телешово Фомищевской волости Вяземского уезда Смоленской губернии.

### Гражданская война
В Красной армии служил с апреля 1919 года. Добровольно вступил в отряд по борьбе с дезертирством Вяземского уездного комитета, будучи в его составе сначала красноармейцем, затем — посыльным и делопроизводителем. В мае 1920 года был направлен в 15-й запасной Можайский маршевый полк. Затем был направлен на учёбу на 2-е Московские курсы комсостава, не окончив их в октябре с Московской курсантской бригадой убыл на Южный фронт, где воевал с войсками генерала П. Н. Врангеля и формированиями Н. И. Махно. В марте 1921 года Дударев был откомандирован на Сумские пехотные курсы комсостава, затем переведен в Объединённую военную школу им. ВЦИК, которую окончил в 1924 году. Член ВКП(б)/КПСС с 1924 года.

### Межвоенное время
В августе 1924 году И. Ф. Дударев был назначен в 135-й стрелковый Тилигулло-Верезанский полк 45-й Волынской стрелковой дивизии Украинского военного округа, где исполнял должность командира взвода. В октябре 1927 года он был переведен командиром роты в 134-й стрелковый Приднестровский полк. В октябре 1930 года назначен командиром танкетной роты моторизованного отряда. С мая по сентябрь 1932 года обучался на Ленинградских бронетанковых КУКС РККА им. А. С. Бубнова, после которых был направлен командиром батальона корпусной школы 45-го танкового корпуса в Киев. С августа 1934 года Дударев командовал отдельным танковым батальоном 44-й стрелковой Киевской Краснознаменной дивизии Украинского военного округа в Житомире. С июля 1937 года в звании майора — командир 2-го механизированного полка 2-й кавалерийской дивизии Киевского военного округа в городе Староконстантинов. Награждён орденом Красной Звезды и медалью XX лет РККА. Затем снова учился на Ленинградских бронетанковых курсах, по окончании которых был направлен на Дальний Восток исполнять должность начальника автобронетанковых войск 57-го особого стрелкового корпуса. С августа 1939 года майор И. Ф. Дударев исполнял должность инспектора автобронетанковых войск 1-й армейской группы. Участвовал в боях на реке Халхин-Гол. Награждён орденом Красного Знамени. После окончания боевых действий был назначен командиром 7-й мотоброневой бригады 1-й армейской группы. С января 1941 года командовал 36-й мотострелковой ордена Ленина дивизией в 17-й армии Забайкальского военного округа.

### Великая Отечественная война
В начале 1942 г. был командирован для изучения опыта боев под Москвой, а в феврале 1942 года в звании полковника был направлен на Западный фронт в 5-ю армию. 20 апреля 1942 года был зачислен в распоряжение Главного управления кадров НКО, а через месяц назначен командиром 20-й гвардейской стрелковой дивизии, которая воевала в составе 31-й армии на Калининском, а с 22 июля — Западном фронтах. В июле-октябре 1942 г. участвовал в Первой Ржевско-Сычевской операции. Дивизия форсировала Осугу и Вазузу, вела бои в направлении деревень Фомино-Городище, Пульниково, Лесничено, Михеево, Векшино. Во время Второй Ржевско-Сычевской операции 30.11.1942 И. Ф. Дударев был ранен. Награждён орденом Красного Знамени.
В феврале 1943 года в звании генерал-майора был назначен заместителем командующего 1-й ударной армии Северо-Западного фронта, а в марте того же года вступил в командование 2-й гвардейской воздушно-десантной дивизией, входившей в состав этой же армии. Участвовал в боях в районе Демянска.
Во время Курской битвы дивизия входила в состав 18-го гвардейского корпуса, который вместе с 17-м гвардейским корпусом получил приказ занять оборону во втором эшелоне 13-й армии по фронту Малоархангельск, Поныри, Ольховатка, Верхнее и Нижнее Смородино. 05.07. — 23.07.1943 г. дивизия приняла участие в битве на Курской дуге, 07.07 — 12.07.1943 г. части дивизии сдерживала многочисленные атаки танков противника в районе Понырей. 15.07.1943 г. дивизия перешла в наступление и к утру 18 июля 1943 года передовые батальоны заняли восточную окраину станции Малоархангельск Орловской области. За эти бои Илья Федорович был награждён орденом "Красного Знамени".
02.08.1943 г. дивизия наступала в районе Добрынь.
26.08 — 30.09.1943 г. в ходе Черниговско-Припятской операции и наступления на киевском направлении части дивизии в составе 18-го гвардейского стрелкового корпуса 60-й армии Центрального фронта участвовали в освобождении города Прилуки Черниговской области Украины.
02.10.1943 г. 7-й гвардейский воздушно-десантный полк форсировал Днепр и захватил плацдарм в районе села Медвин Чернобыльского района Киевской области.
18.11.1943 г. в ходе битвы за Днепр дивизия выходила к Раковичи.
20.11.1943 г. дивизия в составе 15-го стрелкового корпуса вышла в район Радомышля.
«Генерал-майор Дударев весь период летней кампании 1943 г., командуя 2 Гвардейской Воздушно-Десантной дивизией, и входя в состав 18 Гвардейского стрелкового корпуса, вышел из войск 13 Армии и со своей дивизией совершил рокировку от правого к левому флангу войск Центрального фронта, общим протяжением 120 км, после чего, войдя в подчинение 60 Армии, обеспечивая правый фланг войск Армии и действуя отдельным отрядом по захвату ж.д. узла х. Михайловский, в короткий срок, совершив 200 км марш, вывел дивизию на рубеж: Парижская Коммуна, Сосновка (иск.) Саранивка и вступил в непосредственное соприкосновение с противником. На этом рубеже, сломив сопротивление и овладев опорным пунктом в крупном населенном пункте Мал. Самбур, дивизия, руководимая генерал-майором Дударевым, прорвала оборону противника и с боями начала продвигаться вперед.
2 Гв. ВДД с боями прошла 100 км путь, после чего, на протяжении 40 км, ломая упорное сопротивление противника, дивизия нанесла фланговый удар по Прилукской группировке врага в общем направлении со стороны м. Лосиновка, по зап. берегу р. Удай на Прилуки. Всего дивизия с боями прошла 140 км путь, освободив за этот период 153 населенных пункта, три районных центра, 5 ж.д. станций и один разъезд.
В дальнейшем дивизия в составе войск 60 Армии, обеспечивая левый фланг стремительно преследовала отходящего противника, совершив за этот переход 120 км марш вы  Архивная копия от 14 апреля 2010 на Wayback Machineшла на р. Десна непосредственно сев.-вост. её устья.
Всего дивизия, руководимая генерал-майором Дударевым, после Орловской битвы на Орловско-Кромском направлении, совершила 580 км путь в переходах с боями и преследовании противника, сохранив полностью свою боеспособность.
И. Ф. Дударев за этот период проявил себя умелым руководителем в боевых операциях дивизии, смелым командиром, настойчивым, презирающим личную опасность. За мужественное и умелое руководство боевыми операциями награждён орденом Красного Знамени.»
В январе 1944 года 2-я гвардейская воздушно-десантная дивизия принимала участие в Корсунь-Шевченковской операции. И. Ф. Дударев был награждён орденом Красного Знамени.
9 февраля 1944 года за срыв выполнения боевого приказа генерал-майор И. Ф. Дударев был отстранен от должности и состоял в распоряжении командующего войсками 1-го Украинского фронта.
В начале апреля 1944 года Дударев был допущен к исполнению должности командира 351-й стрелковой Шепетовской Краснознаменной дивизии этого же фронта.
С 5.10.1944 г. дивизия в составе 95-го ск действовала в направлении хребтов, идущих вдоль шоссейной и железной дорог Воловец-Ганковица-Свалява-Мукачево. 11 октября дивизия основными силами наступала на Ганковицу и частью сил на ж/д станцию Оса, которую заняла 16.10.1944.
20.10.1944 г. дивизия, усиленная 15-й штурмовой инженерно-саперной бригадой, овладела ж/д ст. Ганковица, а к исходу дня — Сасовкой. Это создало благоприятные условия для занятия Свалявы, которой дивизия овладела уже 25-го числа и начала преследование врага, отходящего на Мукачево.
25.10.1944 г. дивизия в составе 30-го ск овладела нас.п. Чинадиево.
27.10.1944 г. части дивизии во взаимодействии с полками 151-й сд 18-го гв.ск освободили Ужгород.
26.11.1944 г. части дивизии при поддержке мощным огнём артиллерии и миномётчиков выбили врага из нас.п. Сирнек и Имбрег, и развернули наступление на нас.п. Уйлак, Ястребе.
12.1.1945 г. дивизия овладела нас.п. Бодолов, высотой 193, Мокранце и развернула бои за высоту 293 и нас.п. Мольдава.
В ходе боев за Карпаты И. Ф. Дударев «применяя исключительно смелую маневренность частей дивизии, сумел без больших потерь преодолеть сильно укрепленные оборонительные рубежи в условиях горно-лесистой местности Карпатских гор и первым открыл пути прохода через Карпатские горы для войск армии.» Награждён орденом Суворова II степени.
10 апреля 1945 года генерал-майор И. Ф. Дударев был отстранен от командования 351-й стрелковой дивизией и зачислен в распоряжение Военного совета 4-го Украинского фронта.

### После войны
После окончания войны И. Ф. Дударев был назначен заместителем командира 24-го стрелкового корпуса Львовского военного округа (в августе 1945 года). Затем, в связи с расформированием корпуса, состоял в распоряжении Военного совета Прикарпатского военного округа. В октябре 1946 года был уволен в отставку. Жил в Киеве, где был председателем Центрального оргбюро Министерства социального обеспечения Украинской ССР.
Умер 17 февраля 1966 года в Москве в госпитале Бурденко после операции по замене кардиостимулятора. Похоронен в Киеве.

### К. М. Симонов «Разные дни войны» (Записная книжка за 26 марта 1945 года)
«Когда я возвращаюсь, Дударев кончает бриться. Он одновременно добривается, дает разные повседневные, не слишком существенные указания и разговаривает со мной.
Разговор почему-то заходит об остающихся и не остающихся жителях.
— Среди остающихся тоже есть сволочи, — говорит Дударев. — Фольксдойче! Один такой сегодня утром убил моего начальника связи. Шел мимо дома, а тот из винтовки с чердака — и наповал. Ну, мы его вытащили, и я сказал, чтобы расстреляли к черту.
— А вы его допрашивали?
— Да, несколько слов сказал с ним. Он признался, что из немецкой полиции. Да и форма на нём была полицейская, и на рукаве повязка со свастикой. А долго разговаривать мне с ним было некогда. Расстреляли его.
— А кто у него был там в доме, из семьи?
— Никого из семьи. Только одна жена.
— А что вы с ней сделали? Надо было её расстрелять, — говорю я.
— Почему?
— Для устрашения, чтобы больше не повторялись такие случаи убийства офицеров.
— Нет, почему же расстрелять, — не соглашается Дударев. — Ведь она женщина. Мы с женщинами не воюем.
— Это, конечно, так, — говорю я. — Но, во всяком случае, надо сделать как-то, чтобы не повторялись такие убийства.
— Нет, все-таки она женщина. По-моему, вы это неверно, — говорит Дударев. — Вот дом я сгоряча хотел сжечь. Даже было приказал, чтобы сожгли, а потом отдумал. Все-таки территория польская, и так мало во всем этом селе целых домов осталось, кому-нибудь ещё пригодится жить! Что ж его жечь? Неразумно. А что до его жены, так её оставили. Передали контрразведке, пусть с ней разберется. А стрелять женщин я никому не позволю. Это вы напрасно сказали, — укоризненно говорит мне Дударев. И за его словами я чувствую человека хотя и ожесточенного войной, но при этом твердо убежденного, что женщин нельзя расстреливать ни при каких обстоятельствах…
Спустя тридцать лет не всякий раз до конца влезешь в собственную душу, не всегда поймешь себя тогдашнего.
Перечитывая записанное тогда, захотелось поставить отточие и пропустить этот разговор с генералом Дударевым. Мне трудно сейчас поверить, что я мог сказать то, что я сказал тогда, что жену этого убийцы надо было тоже расстрелять для устрашения, чтобы таких убийств не повторялось.
Даже пусть это была всего-навсего сказанная в запале фраза, пусть я этого никогда бы не сделал в действительности, но все-таки я её сказал, эту фразу. А командир дивизии пристыдил меня за неё. Для него была начисто исключена возможность такой кары по отношению к женщине, хотя бы и жене убийцы. А для меня тогда, в сорок пятом году, выходит, нет?
Что во мне заговорило тогда, в ту минуту? Что до такой степени ожесточило? Может быть, вдруг вспыхнувшее воспоминание о Майданеке и о той незабываемой страшной бабе-эсэсовке, надзирательнице, убийце, которую я там допрашивал? Может быть, я вдруг подумал, что жена этого фашиста так же, как и её муж, способна стать убийцей, что ж её жалеть?
Не знаю сейчас, как ответить самому себе на все эти вопросы. Но знаю, что так это было. Было со мной и бывало с другими людьми, отнюдь не жестокими от природы.
Горжусь Дударевым и его ответом, стыжусь своих слов, но оставляю их такими, какими они были тогда…»

## Награды
- Орден Ленина (21.02.1945)[8]
- Орден Красного Знамени (17.11.1939)[8]
- Орден Красного Знамени (07.08.1943)[8]
- Орден Красного Знамени (09.11.1943)[8]
- Орден Красного Знамени (03.11.1944)[8]
- Орден Суворова 2-й степени (23.05.1945)[8]
- Орден Красной Звезды (__.09.1936)[8]
- Медаль XX лет Рабоче-Крестьянской Красной Армии
- Медаль За победу над Германией в Великой Отечественной войне 1941—1945 гг.